# カーボベルデの都市の一覧

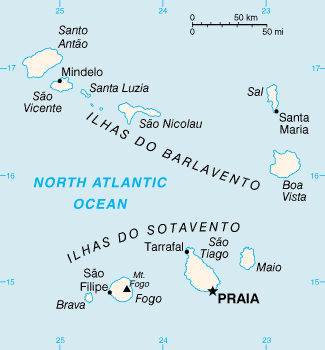
カーボベルデの地図

アフリカ大陸との位置関係

カーボベルデの都市の一覧。
首都・最大都市はプライア。

## 人口1万人以上の都市(2010年)
| 順位 | 都市         | ポルトガル語 | 人口    | 地方     | 島                 | 基礎自治体         |
| ---- | ------------ | ------------ | ------- | -------- | ------------------ | ------------------ |
| 1.   | プライア     | Praia        | 127,832 | 風下諸島 | サンティアゴ島     | プライア           |
| 2.   | ミンデロ     | Mindelo      | 69,904  | 風上諸島 | サン・ヴィセンテ島 | サン・ヴィセンテ   |
| 3.   | エスパルゴス | Espargos     | 17,081  | 風上諸島 | サル島             | サル               |
| 4.   | アソマダ     | Assomada     | 12,332  | 風下諸島 | サンティアゴ島     | サンタ・カタリーナ |

## その他の都市
- シダーデ・ヴェーリャ
- サル・レイ
- ペードラ・バデジョ（英語版）
- ポルト・ノヴォ（英語版）（ポルトノボ (カーボベルデ)）
- サン・フェリペ（英語版）
- タラファル（英語版）
- サンタ・マリア（英語版）
- モステイロス（英語版）
- タラファル・デ・サン・ニコラウ（英語版）
- カリェタ・デ・サン・ミゲル（英語版）
- ポルト・イングレス（英語版）
- サン・ドミンゴス（英語版）
- リビエラ・グランデ（英語版）
- ポンタ・ド・ソル（英語版）
- リベイラ・ブラヴァ（英語版）
- ノーヴァ・シントラ（英語版）
- ポンバス（英語版）
- コーヴァ・フィゲイラ（英語版）
- ピコス（英語版）
- ジョアン・テベス（英語版）